# Ines Schwerdtner

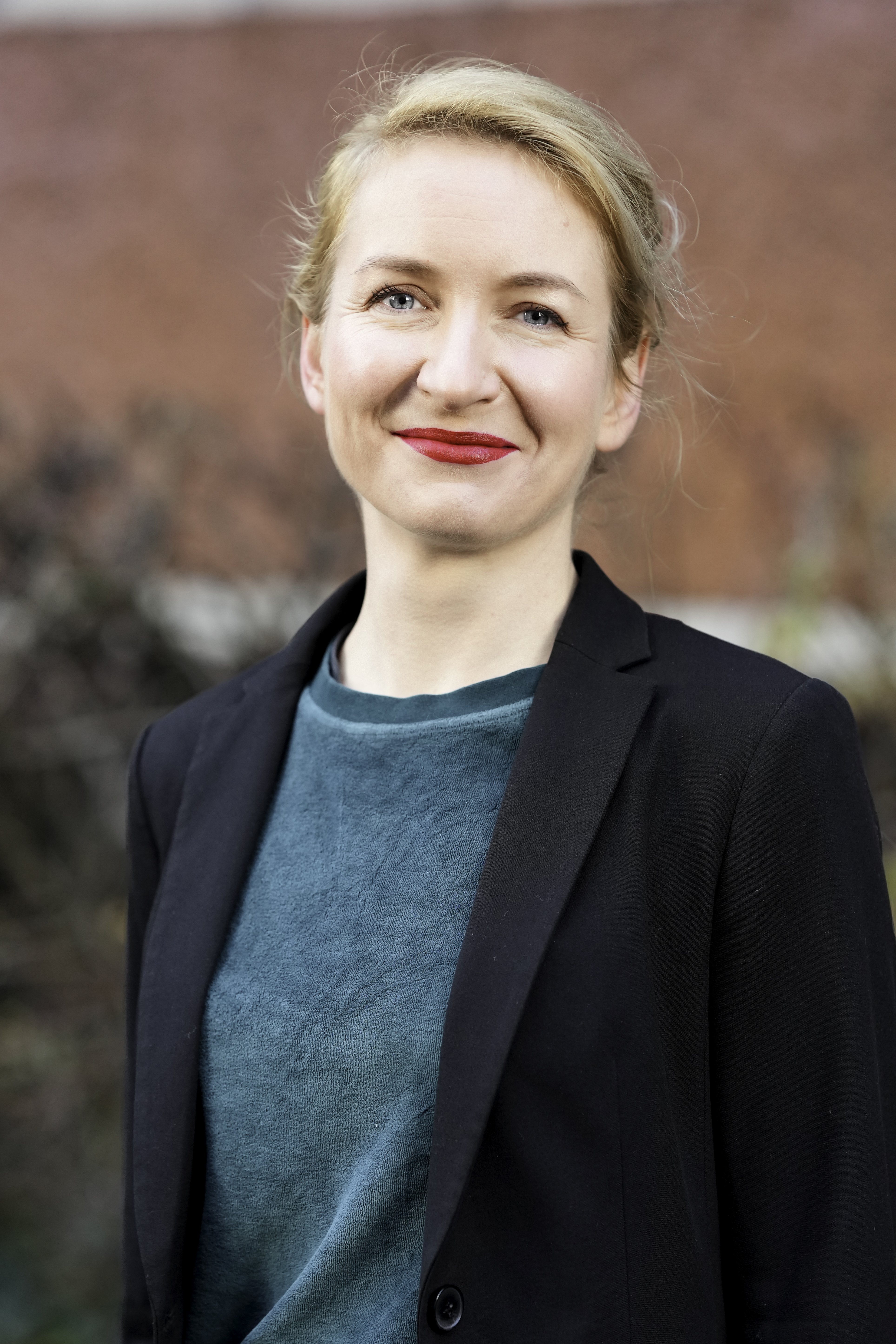
Ines Schwerdtner (2025)

Ines Schwerdtner (* 26. August 1989 in Werdau) ist eine deutsche Publizistin und Politikerin (Die Linke). Sie ist seit Oktober 2024 zusammen mit Jan van Aken Bundesvorsitzende ihrer Partei und seit 2025 direktgewählte Abgeordnete im Deutschen Bundestag.
Ab 2014 war sie freiberuflich als Journalistin tätig und schrieb für einige linksorientierte Zeitungen. Von 2014 bis 2019 leitete sie die Zeitschrift Das Argument. Im Jahr 2020 gründete sie zusammen mit anderen die deutschsprachige Ausgabe des ursprünglich aus den USA stammenden sozialistischen Magazins Jacobin. Im Jahr 2023 trat Schwerdtner in die Linkspartei ein, nachdem sie die Partei zuvor journalistisch begleitet hatte. Sie ordnet sich dem sozialistischen und gewerkschaftsnahen Parteiflügel zu.

## Leben

### Kindheit, Ausbildung und Studium
Ines Schwerdtner wurde 1989 in Werdau im DDR-Bezirk Karl-Marx-Stadt geboren. Nach eigenen Angaben zog ihre Familie nach der friedlichen Revolution in der DDR aufgrund wirtschaftlicher Umbrüche in den Westen, wo sie ab dem vierten Lebensjahr in Hamburg-Harburg aufwuchs. Schwerdtner beschreibt sich selbst als „Wendekind“ und betont, dass die Trennlinie zwischen Ost und West auch ihre eigene Biografie geprägt habe. Ihr Vater arbeitete ursprünglich als Schiffskoch, nach Familiengründung als Heizer in einem Kraftwerk, und ihre Mutter als Spinnerin. Mit der Wende verloren sie ihre Jobs. Er arbeitete später als Gerichtsbeamter und sie in der Altenpflege. Politik spielte in ihrem Elternhaus eine untergeordnete Rolle. Sie hat eine ältere Schwester.
Sie besuchte eine sozialdemokratisch geprägte Gesamtschule, die ihre „Lust auf Bildung weckte“. Sie war für eine Zeit Schulsprecherin. Von 2009 bis 2014 studierte sie Politikwissenschaft und Anglistik auf Lehramt bis zum Bachelor an der Freien Universität Berlin. 2014 zog sie für ein Masterstudium in Politischer Theorie nach Frankfurt am Main, welches sie 2019 abschloss.

### Privates
Seit 2015 ist Ines Schwerdtner die Mutter eines Sohnes. Beide leben in Berlin. Sie ist seit 2023 mit Robert Krotzer, einem österreichischen Politiker der KPÖ, liiert. Sie ist konfessionslos.

## Publizistische Tätigkeit
Schwerdtner war ab 2014 als freiberufliche Journalistin und Publizistin tätig. Während ihres Masterstudiums übernahm Schwerdtner ab 2014 die Koordination der marxistisch-wissenschaftlichen Zeitschrift Das Argument. Diese Tätigkeit führte sie bis 2019 aus. 2020 gründete sie zusammen mit Ole Rauch und Loren Balhorn die deutschsprachige Ausgabe des sozialistischen Magazins Jacobin, das sie bis 2023 als Chefredakteurin leitete. Dieses solle ihrer Auffassung nach eine „frische neue Stimme des Sozialismus [...] sein“. Dabei schrieb sie teilweise das Editorial als auch Beiträge für die Jacobin Printausgaben. Sie trat von dieser Position 2023 zurück, um sich mehr ihrem politischen Engagement zu widmen.
Ferner war sie Moderatorin des politischen Podcasts halbzehn.fm. Sie veröffentlichte politische Analysen und Kommentare unter anderem in Der Freitag und in Analyse & kritik.  Ferner betreibt sie einen eigenen Blog. Ab 2023, bis zu ihrer Wahl als Parteivorsitzende, war sie redaktionell für den Hyperpolitik Podcast tätig.
Schwerdtner ist Fellow des Berliner Instituts für kritische Theorie (InkriT) und wirkte als solche über mehrere Jahre an der Neuausgabe des Historisch-kritischen Wörterbuchs des Marxismus mit.

## Politik und Wirken

### Engagement in Initiativen und Vereinen
Während ihres Studiums engagierte sich Schwerdtner in politischen Initiativen und war einige Jahre Sprecherin der Gewerkschaft Erziehung und Wissenschaft (GEW). Sie war außerdem in der Initiative Deutsche Wohnen & Co. enteignen tätig. Schwerdtner war eine der Initiatorinnen der Kampagne „Genug ist Genug“, die 2022 als Reaktion auf steigende Preise nach dem russischen Überfall auf die Ukraine und ihrer Meinung nach unzureichende Maßnahmen der Regierung zur Unterstützung ärmerer Teile der Bevölkerung gegründet wurde. Beide Initiativen setzten sich gegen soziale Ungerechtigkeit und für die Rekommunalisierung von Wohnraum ein. Im Jahr 2022 wirkte sie in der gemeinnützigen Bundesstiftung COMÚN in Österreich als Themenbeirätin mit. Außerdem war sie bis Oktober 2024 Referentin des Vorstandsvorsitzenden der Rosa-Luxemburg-Stiftung.

### Politische Karriere in der Partei Die Linke

#### Weg zur Linkspartei (2007–2023)
2007 gewann Schwerdtner zusammen mit einer Jugendgruppe eine Studienreise nach Spanien, um etwas über die Antifaschisten und Widerstandskämpfer des Spanischen Bürgerkriegs zu lernen. Der Preis wurde von Gesine Lötzsch ausgeschrieben. Diese Begegnung war ihr erster Kontakt sowohl mit der Partei, damals die PDS, und Lötzsch. Später arbeitete sie auch als Praktikantin bei Lötzsch. Dies, sowie die Bundestagsdebatten insbesondere zur Einführung der Agenda 2010, die sie als Jugendliche im Alter von 15–16 Jahren verfolgte, prägten sie politisch.

#### Eintritt in Die Linke und frühe politische Ämter (2023–2024)
Im Sommer 2023 trat Schwerdtner auf Anregung von Gesine Lötzsch der Partei Die Linke bei. Sie erklärt, sie sei über Jacobin zur Linkspartei gekommen. Sie habe sich als Journalistin mit dieser beschäftigt und dann den Entschluss gefasst, ebenfalls aktiv mitzuwirken.
Zudem ist sie seit März 2024 Mitglied des Bundessprecherrates der Bundesarbeitsgemeinschaft Betrieb und Gewerkschaft.
Im Februar 2024 gründete sie zusammen mit anderen Mitgliedern der Partei Die Linke die Bundesarbeitsgemeinschaft (BAG) Die Linke hilft. Diese soll die Vernetzung der verschiedenen Initiativen, die von der Linkspartei ausgehen, im Rahmen von Mietproblemen, Arbeitslosigkeit oder sozialen Fragen verbessern. Die BAG wird als Schwerdtners Herzensprojekt beschrieben. Darauffolgend wurde die BAG im März 2024 offiziell von der Partei als bundesweiter Zusammenschluss anerkannt.

#### Zeit als Parteivorsitzende (ab 2024)
Im Juli 2024 plädierte sie in einem Beitrag für die Zeitschrift Luxemburg für einen Kurswechsel der Linkspartei. Dieser beinhaltete Forderungen nach strategischer Eindeutigkeit, programmatischer Klarheit und organisationspolitischer Erneuerung. Danach kündigte sie im August dieses Jahres ihre Kandidatur für den Bundesparteivorsitz der Linken an. Zudem fordert sie eine neue politische Kultur in der Partei. Es gehe ihr dabei vor allem um „revolutionäre Freundlichkeit und Solidarität zu leben“.

Nach der Antisemitismusdebatte in der Berliner Linken aus dem Oktober 2024 arbeitete sie, zusammen mit van Aken, maßgeblich an dem Beschluss der Linken zum Nahostkonflikt auf dem Haller Parteitag 2024 mit. In diesem wurde ein sofortiger Waffenstillstand und die Freilassung der von der Hamas verschleppten israelischen Geiseln gefordert. 

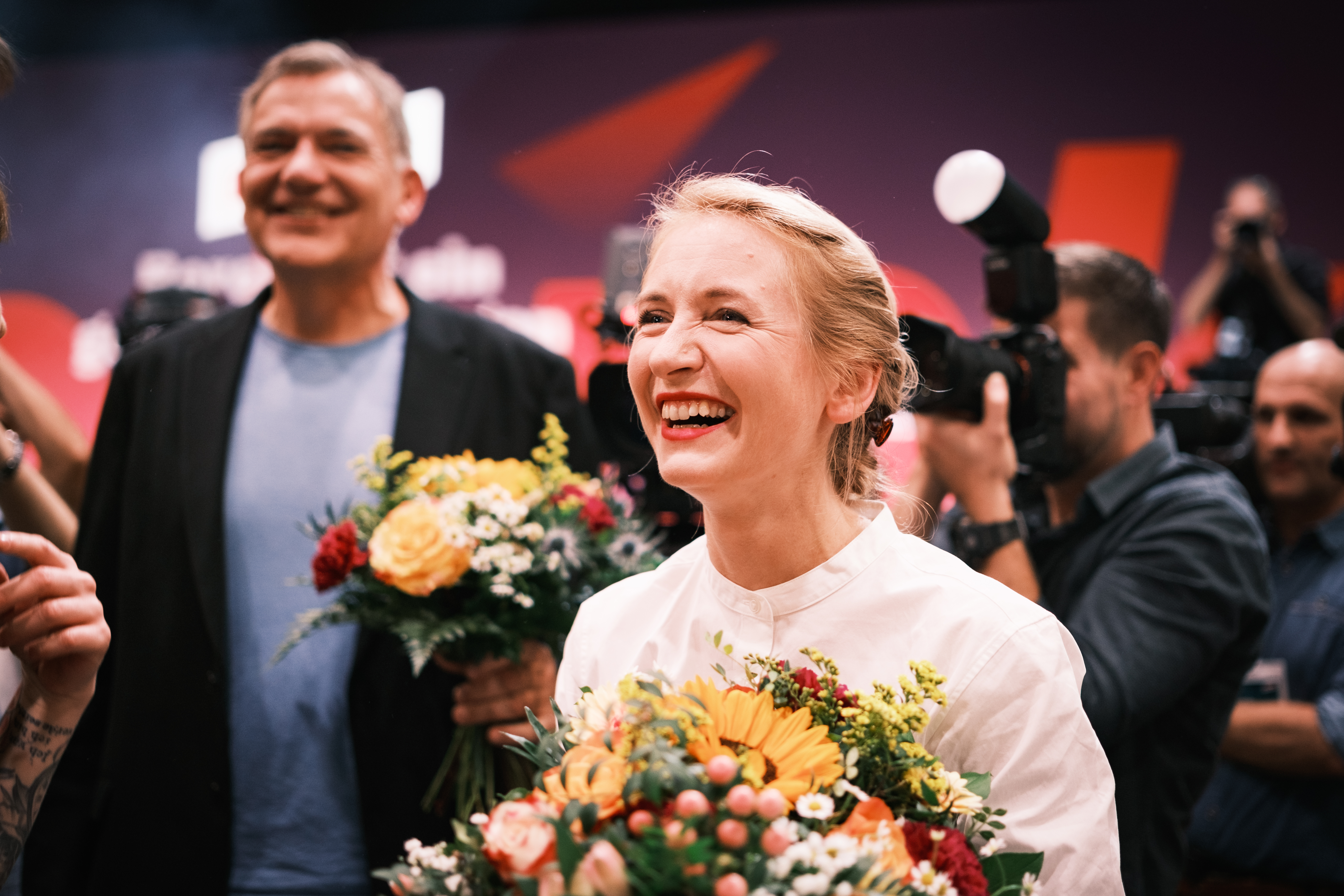
Ines Schwerdtner nach ihrer Wahl zur Parteivorsitzenden (Halle, 2024)

Am 19. Oktober 2024 wurde Schwerdtner auf dem Bundesparteitag in Halle (Saale) mit 79,8 Prozent der Stimmen gemeinsam mit Jan van Aken zur Bundesvorsitzenden gewählt. Schwerdtner begrenzte ihr Einkommen als Parteivorsitzende – wie auch ihr Co-Vorsitzender van Aken – auf das deutsche Durchschnittsgehalt (2850 Euro netto im Monat). Den darüber hinausgehenden Teil ihrer Bezüge spendeten sie an soziale Projekte. In einem Interview aus dem Februar 2025 gab sie bekannt, bis Ende 2027 eine Erneuerung des 2011 verabschiedeten Grundsatzprogramms anzustreben, um das Programm an die aktuelle Lage anzupassen. Durch die vielen Neueintritte sei die Linke „inzwischen praktisch eine neue Partei“.
Schwerdtner bereitete als Parteivorsitzende die Strategie vor, die Linke von einer „Partei für urbane Linksintellektuelle“ wieder zu einer Partei der Arbeiterklasse zu machen. Sie ordnet sich selbst dem sozialistischen und gewerkschaftsnahen Parteiflügel zu und habe einen Hang zum „Arbeiterbewegungs-Marxismus“ anstelle einer „theoriegeladenen Schule“. Sie sieht insbesondere die Wahlkampfstrategie der KPÖ, die 2021 in Graz stärkste Kraft wurde, als Vorbild für die Linkspartei an und übernahm deren Fokus auf steigende Mieten und Lebensmittelpreise auch für den Wahlkampf der Linken.
Die österreichische Zeitschrift Das Tagebuch urteilte im Frühjahr 2025, dass neben Heidi Reichinnek und Jan van Aken auch Schwerdtner für den Erfolg der Linkspartei bei der Bundestagswahl 2025 verantwortlich gewesen sei. Ferner sei den beiden Vorsitzenden, zumindest während des Wahlkampfes, eine Einigung der Flügel innerhalb der Linkspartei gelungen. Schwerdtner war laut Kersten Augustin im Wahlkampf vor allem für die Basis verantwortlich, während sich van Aken und Reichinnek auf Talkshows bzw. Social Media fokussierten.
Auf dem Parteitag der Linkspartei in Chemnitz im Frühjahr 2025 sagte sie: „Wir stehen gemeinsam in der Verantwortung, eine lernende, eine andere Partei zu sein“. Die Tagesschau urteilte, dass es sich um eine neue Linke handele, die entstehe. Zudem sei die Zeit der „unversöhnlichen Lager“ vorbei. Schwerdtner bezeichnete die Linke als eine „organisierende Klassenpartei“, die den „demokratischen Sozialismus“ erreichen wolle. Zudem wertete die Tagesschau die Debatte auf dem Chemnitzer Parteitag im Bezug auf die „Diätendeckel“ als „ersten Parteiinternen Konflikt“ der neuen Parteivorsitzenden, die diesen befürworten. Daran gab es parteiintern nur anonyme Kritik. Im Juni 2025 kritisierte der Linken-Bundestagsvizepräsident Bodo Ramelow in einem öffentlichen Schreiben neben anderen Umständen der Linkspartei eine Begrenzung der Diäten.

### Politische Mandate

#### Kandidatur um Europaparlamentsmandat
Ein Jahr nachdem sie in die Linke eingetreten war, kandidierte sie erfolglos auf Listenplatz fünf für die Europawahl 2024. Schwerdtner kandidierte über die Liste der Linken aus Sachsen-Anhalt. Dabei wurde sie von der Landesvorsitzenden Janina Böttger unterstützt. Sie wollte sich im Europaparlament auf Themen der Wirtschafts- und Industriepolitik konzentrieren. Im Wahlkampf erhielt sie ferner Unterstützung von Gregor Gysi.
Im Laufe des Europawahlkampfes und danach machte sie eine Tour durch Ostdeutschland. Dabei besuchte sie vor allem Kreisverbände der Linkspartei. Sie hob dabei hervor, dass man bei den Menschen vor Ort sein müsse, um ihre Probleme einschätzen zu können. Im Nachgang der Wahl sprach sie in einer eigenen Analyse davon, dass sich die Linkspartei nicht nur darauf konzentrieren könne, Wähler von der SPD und Grünen abzufangen, um die Verluste auf der anderen Seite, vor allem an das BSW, auszugleichen. Sie forderte ferner einen „inhaltlichen Fokus und einen strategischen Kompass“ und wolle zudem die Landtagswahlen Sachsen, Brandenburg und Thüringen unterstützen.

#### Bundestagsmandat (ab 2025)

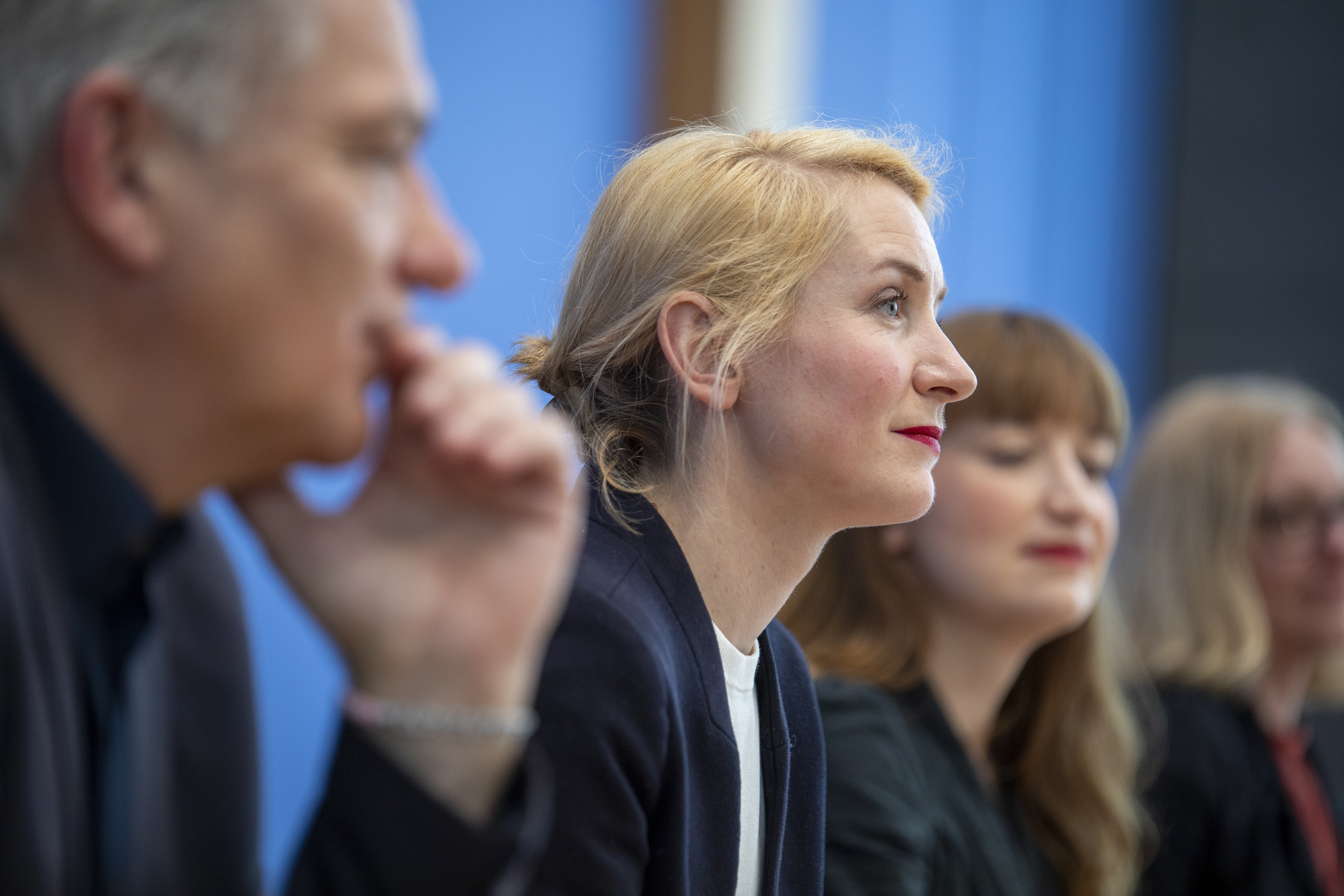
Bundespressekonferenz der Linken nach der Bundestagswahl 2025; links Jan van Aken, rechts Heidi Reichinnek

Für die Bundestagswahl 2025 verfolgte die Linke eine Doppelstrategie: die Überwindung der Fünf-Prozent-Hürde und den gezielten Gewinn von Direktmandaten, insbesondere in Ostdeutschland. Schwerdtner kandidierte dabei im Wahlkreis Berlin-Lichtenberg als Direktkandidatin und trat die Nachfolge von Gesine Lötzsch an. Sie wurde bei der Vollmitgliederversammlung des Kreisverbandes Lichtenberg mit 95,6 % der Stimmen zur Direktkandidatin gewählt. Zudem kandidierte sie auf Platz 2 der Berliner Landesliste.
Im Wahlkampf setzte Schwerdtner vor allem auf den Haustürwahlkampf in Berlin-Lichtenberg. Dabei wurde sie von der bisherigen Wahlkreisabgeordneten Gesine Lötzsch unterstützt.
Bei der Bundestagswahl am 23. Februar 2025 wurde sie das erste Mal mit einem Direktmandat in den Bundestag gewählt. Sie erhielt 34,01 % der Erststimmen. Schwerdtner setzte sich damit gegen die Kandidatin der AfD, Beatrix von Storch, durch, die im Wahlkampf als ihre direkte Kontrahentin propagiert wurde. Sie errang damit eines der sechs Direktmandate der Linkspartei und eines von vier in Berlin. Vor den Einberufungen des alten Bundestages zu Sondersitzungen klagten Schwerdtner und Jan van Aken vor dem Bundesverfassungsgericht gegen diese Sitzungen, da sie sich in ihren Abgeordnetenrechten verletzt sahen. Dieser Antrag scheiterte.
Mit der Konstituierung des 21. Bundestages am 25. März 2025 wurde sie Mitglied des deutschen Bundestages. Seit der Konstituierung des Haushaltsausschusses am 21. Mai 2025 ist sie dessen ordentliches Mitglied. Zudem ist sie stellvertretendes Mitglied im Finanzausschuss. Für ihre Fraktion ist sie zudem Sprecherin für Haushaltspolitik für die Schuldenbremse und Sondervermögen im Arbeitskreis IV. Seit der Wahl des Vorstandes der Fraktion Die Linke im Bundestag vom 24. Juni 2025 ist sie zudem, in ihrer Funktion als Parteivorsitzende, auch Beisitzerin mit Stimmrecht im Fraktionsvorstand. Die jeweiligen Parteivorsitzenden waren zuvor immer nur in beratender Stimme Teil des Fraktionsvorstandes. Sie gilt als Finanzexpertin ihrer Partei.
Schwerdtner scheiterte im Juni 2025 bei der Wahl zum Mitglied des Bundesfinanzierungsgremium. Sie erhielt nur 279 der erforderlichen 316 Stimmen zur Wahl. Damit scheiterten alle drei Kandidaten der Partei Die Linke und wurden nicht in Parlamentarische Kontrollgremien gewählt. Die Union gab keinen Grund für die Nichtwahl von Schwerdtner an.

## Positionen

### Außenpolitik
Ihre außenpolitischen Standpunkte stellte Schwerdtner in einem Papier mit dem Titel „Außenpolitik für Erwachsene“ aus dem Oktober 2024 dar. Dort lehnt sie die Militarisierung der Außenpolitik sowie weitere Aufrüstung ab und setzt stattdessen auf Diplomatie. Sie sagte, Die Linke könne „nur als Friedenspartei überleben“. Um Frieden zu erreichen, müssten mitunter auch „schmerzliche Kompromisse“ eingegangen werden. Sie fordert: „Eine linke Außenpolitik für Erwachsene muss einen imperfekten Frieden dem endlosen Krieg vorziehen“. Im Russland-Ukraine Krieg stehe man auf der Seite der Opfer auf beiden Seiten des Konflikts. Man solle sich zudem auf starken Einsatz von Diplomatie konzentrieren. Sie unterstütze keine Waffenlieferungen, sehe aber Wirtschaftssanktionen als höchstes Mittel.
Am 7. Oktober 2024 beschreibt sie den Angriff der Hamas gegen Israel vom 7. Oktober 2023 als „getragen von eliminatorischem Hass, und ist durch nichts zu rechtfertigen“. Die israelische Antwort sei jedoch „bar jeglicher Verhältnismäßigkeit und humanitären Prämissen“. Sie sagt, es gebe nur ein Ende des Konfliktes mit einem gerechten Frieden. Zudem ergänzt sie, dass die anderen Staaten der Welt geschlossen einschreiten müssten, dies aber durch die geopolitische Lage nicht möglich sei. Nach der Antisemitismusdebatte in der Berliner Linken aus dem Oktober 2024 positionierte sich Schwerdtner gegen jede Form von Antisemitismus. Zudem ergänzt sie, dass kein Völkerrechtsbruch einen anderen rechtfertigen könnte. Im Frühjahr 2025 sagte sie: „Der Schutz jüdischen Lebens und das Existenzrecht Israels einerseits und gleichzeitig aber auch der notwendige Protest gegen die Kriegsverbrechen müssen Platz nicht nur in unserer Partei haben, sondern auch in der öffentlichen Wahrnehmung“.

### Bundestag
Schwerdtner befindet, dass Ausschüsse öffentlich tagen müssen. So kritisierte sie beispielsweise die geheime Befragung der Sonderermittlerin Margaretha Sudhof zur Maskenaffäre im Haushaltsausschuss. Sie beschrieb die Umstände als „großes Demokratie-Defizit“.

### Gesellschaftspolitik
Um wieder die Menschen zu erreichen, die in prekären Verhältnissen leben, solle eine Linke Klassenkämpfe in den Vordergrund stellen und sich nicht so sehr auf Kulturkämpfe einlassen, die in den letzten Jahren mitunter von wirklichen Problemen der Gesellschaft abgelenkt hätten. Gleichzeitig sollte man seine Haltung in kulturellen Fragen aber nicht aufgeben, marginalisierte Gruppen etwa sollten „ohne Wenn und Aber“ vor Angriffen von Rechts verteidigt werden. Es sei jedoch nicht nötig „jede dümmliche konservative Forderung nach Sprachregelungen“ zu kommentieren. Ferner sollte eine linke Partei den Menschen konkrete Hilfsangebote bieten, etwa durch Sozialsprechstunden. Auch eine bessere Verankerung in Betrieben durch Betriebsgruppen könne die Attraktivität bei Arbeiterinnen und Arbeitern erhöhen.
Im Januar 2025 forderte Schwerdtner die vollständige Abschaffung von Adelstiteln und ihre Streichung aus offiziellen Dokumenten und Pässen, da sie als überholte Relikte früherer Privilegien anzusehen seien.
Schwerdtner setzt sich für eine Abschaffung von § 218 des Strafgesetzbuches ein, welcher die Strafbarkeit von Schwangerschaftsabbrüchen regelt.

### Wirtschafts- und Finanzpolitik
Im Januar 2025 veröffentlichte Schwerdtner ein Papier zur sogenannten antifaschistischen Wirtschaftspolitik und bezog sich damit auf Vorschläge der Wirtschaftswissenschaftlerin Isabella Weber. Sie betont, dass wirtschaftliche Unsicherheit den Nährboden für rechtspopulistische Bewegungen bildet, und sieht in einer aktiven Sozial- und Wirtschaftspolitik ein wichtiges Mittel zur Bekämpfung dieser Entwicklungen. Die Wirtschafts- und Sozialpolitik der AfD und der CDU hält sie für ungeeignet. Dabei kritisierte sie vor allem die „Angriffe auf den Sozialstaat“, die die „Agenda 2030“ der CDU vorsehen würde. Ihr Wirtschaftspapier enthält drei Grundsätze: Erstens sieht sie 2,4 Billionen Euro innerhalb der nächsten 10 Jahre für öffentliche Investitionen (Wohnraum, Infrastruktur, Schulen) vor. Zweitens soll ein Mietendeckel und ein Energiepreisdeckel eingesetzt werden. Dafür fordert sie die Schuldenbremse auszusetzen und eine Vermögenssteuer, Erbschaftssteuer und Reichensteuer einzuführen. Nach ihrer Auffassung bedeutet Antifa einen Wohlfahrtsstaat zu schaffen.
Schwerdtner fordert die Demokratisierung der Wirtschaft, um die ökonomische Planung nicht bloß einer „privaten Elite“ zu überlassen. Andererseits sei Staatssozialismus auch keine Lösung; dadurch übertrage man die Macht bloß auf eine „staatliche Elite“. Stattdessen sollten die Mitarbeitenden des Unternehmens sowie die lokal ansässige Bevölkerung mitbestimmen und an den Gewinnen beteiligt werden. Umgesetzt werden könne dies durch die Umwandlung von Unternehmen in Genossenschaften oder Anstalten des öffentlichen Rechts, sowie durch die Bildung von Wirtschafts- und Sozialräten. Diese Maßnahmen hält sie auch deshalb für geboten, um der ökologischen Krise entgegenzuwirken, da sich Mitarbeitende eines Unternehmens oft viel stärker für die grüne Transformation einsetzen würden als das Management oder die Politik.
Schwerdtner strebt die Angleichung von Löhnen und Renten in Ost- und Westdeutschland sowie die Förderung des wirtschaftlichen Strukturwandels in Ostdeutschland an. Sie wolle sich aufgrund ihres Lebenslaufes besonders für eine Stimme für Ostdeutschland einsetzen.
Nach der Debatte im Rahmen der Rentenreformpläne von Bundeswirtschaftsministerin Katherina Reiche im August 2025 sagte Schwerdtner zunächst in einem Interview im ZDF, dass ein höheres Rentenalter „diskutabel“ sei, man allerdings „kein Rente mit 70“ brauche. Später revidierte sie ihre Aussage und sagte, das Rentenalter von 67 Jahren müsse gehalten werden.

## Schriften
- Şeyda Kurt,  Dirk Hirschel, Sarah-Lee Heinrich, Maurice Höfgen: Genug! Warum wir einen politischen Kurswechsel brauchen. Hrsg.: Lukas Scholle, Ines Schwerdtner. Brumaire, Berlin 2023, ISBN 978-3-948608-27-9.
- Kollektiv MF3000: Ändern wir die Welt, sie braucht es! Eine marxistisch-feministische Ansage (= In*sight/out*write. Nr. 10). Querverlag, Berlin 2023, ISBN 978-3-89656-328-6.[92]